# منحنی لورنتس

یک نمونه از منحنی لورنز

در اقتصاد، منحنی لورنتس یک نمایش گرافیکی از توزیع درآمد یا ثروت است. این منحنی توسط مکس لورنتس در سال ۱۹۰۵ جهت نشان دادن نابرابری در توزیع درآمد استفاده شد.
منحنی لورنتس یکی از ابزار مهم برای اندازه‌گیری نابرابری درآمد است. شاخص‌های بسیاری بر اساس منحنی لورنتس برای اندازه‌گیری میزان نابرابری تعریف می‌شوند. ضریب جینی یکی از مهم‌ترین این شاخص‌ها است.